# Siegmund Bacsák von Benefa
Siegmund Bacsák von Benefa, madžarski general, * 25. november 1848, † 1. avgust 1922.

## Pregled vojaške kariere
Napredovanja
- generalmajor: 1. maj 1905 (z dnem 10. majem 1905)
- podmaršal: 1. maj 1909 (retroaktivno z dnem 29. aprilom 1909)
- general konjenice: 2. november 1913